# 240 Vanadis
240 Vanadis је астероид главног астероидног појаса са пречником од приближно 103,90 km.
Афел астероида је на удаљености од 3,215 астрономских јединица (АЈ) од Сунца, а перихел на 2,111 АЈ.
Ексцентрицитет орбите износи 0,207, инклинација (нагиб) орбите у односу на раван еклиптике 2,104 степени, а орбитални период износи 1587,693 дана (4,346 године).
Апсолутна магнитуда астероида је 9,00 а геометријски албедо 0,041.
Астероид је откривен 27. августа 1884. године.